# ザ・エンピリアン
ザ・エンピリアン はジョン・フルシアンテ名義のアルバムの10枚目である。彼は、ツアーを計画しない代わりに作曲やレコーディングに焦点をあてていた。
ジョン・フルシアンテはこのアルバムは2006年12月～2008年03月の間にレコーディングされた、「音楽的で叙情的な一つの物語のコンセプト・アルバム」と述べている。
ザ・エンピリアン には敬意を表して、ティム・バックリィのStarsailor (1970)に収録されている"Song to the Siren"のカバーや、ファンカデリックの"Maggot Brain"をもとに作られた"Before the Beginning"などを収録している。

## 概要
このアルバムの特徴として、フルシアンテが以前所属していたレッド・ホット・チリ・ペッパーズのフリー、友達であり、現在ギターを担当しているジョシュ・クリングホッファー、元ザ・スミスのギタリストであるジョニー・マー、などの共同制作者やゲストミュージシャンとの共演がある。
日本盤のみSHM-CDで、ボーナストラックの"Today"や"Ah Yom"が収録された。
また、アメリカではコピー機のエラーにより発売日が01月27日に遅れた。
2010年03月23日、フルシアンテのウェブ上で、13曲目の"Here, Air"が無料で公開された。
なお、英語の発音に準じるならば日本語表記は、ザ・エンピリアン ではなくジ・エンピリアン である。
以下はフルシアンテのコメント。

## 収録曲
| 全作詞・作曲: ジョン・フルシアンテ、但し他に記述してあるものは除く。。 |                                                          |                                                         |                                                         |      |
| #                                                                      | タイトル                                                 | 作詞                                                    | 作曲・編曲                                              | 時間 |
| 1.                                                                     | 「Before the Beginning」                                 | ジョン・フルシアンテ 、但し他に記述してあるものは除く。 | ジョン・フルシアンテ 、但し他に記述してあるものは除く。 | 9:09 |
| 2.                                                                     | 「Song to the Siren」(ティム・バックリィ, Larry Beckett) | ジョン・フルシアンテ 、但し他に記述してあるものは除く。 | ジョン・フルシアンテ 、但し他に記述してあるものは除く。 | 3:33 |
| 3.                                                                     | 「Unreachable」                                          | ジョン・フルシアンテ 、但し他に記述してあるものは除く。 | ジョン・フルシアンテ 、但し他に記述してあるものは除く。 | 6:10 |
| 4.                                                                     | 「God」                                                  | ジョン・フルシアンテ 、但し他に記述してあるものは除く。 | ジョン・フルシアンテ 、但し他に記述してあるものは除く。 | 3:23 |
| 5.                                                                     | 「Dark/Light」                                           | ジョン・フルシアンテ 、但し他に記述してあるものは除く。 | ジョン・フルシアンテ 、但し他に記述してあるものは除く。 | 8:30 |
| 6.                                                                     | 「Heaven」                                               | ジョン・フルシアンテ 、但し他に記述してあるものは除く。 | ジョン・フルシアンテ 、但し他に記述してあるものは除く。 | 4:03 |
| 7.                                                                     | 「Enough of Me」                                         | ジョン・フルシアンテ 、但し他に記述してあるものは除く。 | ジョン・フルシアンテ 、但し他に記述してあるものは除く。 | 4:14 |
| 8.                                                                     | 「Central」                                              | ジョン・フルシアンテ 、但し他に記述してあるものは除く。 | ジョン・フルシアンテ 、但し他に記述してあるものは除く。 | 7:16 |
| 9.                                                                     | 「One More of Me」                                       | ジョン・フルシアンテ 、但し他に記述してあるものは除く。 | ジョン・フルシアンテ 、但し他に記述してあるものは除く。 | 4:06 |
| 10.                                                                    | 「After the Ending」                                     | ジョン・フルシアンテ 、但し他に記述してあるものは除く。 | ジョン・フルシアンテ 、但し他に記述してあるものは除く。 | 3:38 |
| 11.                                                                    | 「Today」(日本盤のみ)                                    | ジョン・フルシアンテ 、但し他に記述してあるものは除く。 | ジョン・フルシアンテ 、但し他に記述してあるものは除く。 | 4:38 |
| 12.                                                                    | 「Ah Yom」(日本盤、および米国のiTunesのみ)               | ジョン・フルシアンテ 、但し他に記述してあるものは除く。 | ジョン・フルシアンテ 、但し他に記述してあるものは除く。 | 3:17 |
| 13.                                                                    | 「Here, Air」(無料ダウンロード)                          | ジョン・フルシアンテ 、但し他に記述してあるものは除く。 | ジョン・フルシアンテ 、但し他に記述してあるものは除く。 | 3:47 |

## 製作者
- ジョン・フルシアンテ　―　ボーカル, エレクトリック・ギター, アコースティック・ギター, キーボード, ピアノ, 6弦ベース("Dark/Light", "Central"), シンセサイザー, ドラムマシン
- ジョシュ・クリングホッファー　―　電子ピアノ, ドラム, オルガン, ピアノ, シンセサイザー, バッキング・ボーカル
- フリー　―　ベース("Unreachable", "God", "Heaven," "Enough of Me", "Today", "Ah Yom")
- ジョニー・マー　―　エレクトリック・ギター("Enough of Me", "Central"), アコースティック・ギター("Central")
- Donald Taylor and the New Dimension Singers　―　バッキング・ボーカル
- Sonus Quartet　―　ストリングス
- Ryan Hewitt　―　レコーディング・エンジニア
- Adam Samuels　―　レコーディング・エンジニア
- Dave Lee　―　楽器技術者
- Anthony Zamora　―　生産調整

## チャート
| チャート (2009)      | 最高順位 |
| -------------------- | -------- |
| オランダ             | 61       |
| スイス               | 57       |
| 全英アルバムチャート | 105      |
| US Billboard 200     | 151      |